# Jonas Panamariovas
Jonas Panamariovas (* 1942 in Polivarkas, Rajongemeinde Zarasai) ist ein litauischer Politiker und ehemaliger Vizeminister für Landwirtschaft Litauens.

## Leben
Nach dem Besuch der Schule in Kiemonys bei Zarasai absolvierte Jonas Panamariovas von 1956 bis 1960 sein Studium am Vilniaus gyvulininkystės technikumas in Buivydiškės in der Rajongemeinde Vilnius und 1970 das Diplomstudium der Zootechnik an der litauischen Veterinärakademie in Kaunas. Dann arbeitete er in der Versuchsfarm der Vokė-Abteilung des litauischen Agrarforschungsinstituts, in der Regierung der Republik Litauen und in verschiedenen Positionen im Landwirtschaftsministerium. Ab 1998 war er als Assistent eines Seimas-Mitglieds im Seimas der Republik Litauen tätig. Ab 2001 war er stellvertretender Landwirtschaftsminister Litauens. Er wurde vom Agrarminister Kęstutis Kristinaitis ernannt.
Er war Mitglied im Rat von Trakų Vokė bei Vilnius und ist Mitglied der Sozialdemokratischen Partei. Vorher war er stellv. Vorsitzende von Lietuvos valstiečių partija.